# Luciana Curtis
Luciana Curtis (São Paulo, 8 de dezembro de 1976) é uma modelo brasileira. Vencedora do Supermodel of the World Brasil de 1993, fez campanhas para várias marcas famosas, entre as quais as americanas Revlon e Avon, das quais foi rosto exclusivo.

## Carreira
Considerada um patinho feio nos tempos de pré-adolescência (usava óculos de grau e aparelhos dentários), Luciana foi surpreendida por um convite para ser modelo durante um passeio em um shopping.
Aos 14 anos, já livre de ambos acessórios, recebeu novo convite em uma danceteria de São Paulo. Contudo, em 1993, a beleza de Luciana lhe renderia o primeiro lugar na final brasileira do Supermodel of the World, festejado concurso da Ford Models. Na final mundial, fica entre as quatro primeiras colocadas. Ela então começa sua carreira em editoriais para a revista Capricho e depois fez capas e editoriais para as revistas Cosmopolitan, Glamour, Marie Claire inglesa, Nova, Elle francesa, inglesa e italiana, The Sunday Times e Harper's Bazaar, entre outras. Em 2001, a modelo embolsou um milhão de dólares para estrelar as campanhas da Revlon junto com outras três modelos, para substituir a lacuna deixada pela americana Cindy Crawford. Pouco depois, dividiu com a cantora Beyoncé a campanha mundial do pó e da base "True Match", da L'Oréal.
Luciana Curtis é a modelo com maior tempo de contrato com a agência Ford Models, que organizou uma festa para celebrar o feito, em Nova Iorque. Em 2012, a top model assinou contrato como o novo rosto mundial da Avon. Em virtude de sua carreira, a modelo mora há anos em Nova Iorque (onde vive atualmente) e viveu três em Londres.

## Vida pessoal
Filha do executivo inglês Malcolm Leo Curtis e da potiguar Kátia Maria Furtado de Mendonça Curtis, professora de história da arte e história moderna, Luciana Curtis nasceu e se criou em São Paulo, capital, junto com uma única irmã. 
Casada com o fotógrafo Henrique Gendre, com quem teve em 2010 a filha Cora, a modelo é neta de uma das personalidades do Rio Grande do Norte, o juiz Alvamar Furtado de Mendonça, cujo busto póstumo foi inaugurado com sua presença em 2004.